# 神戸浩
神戸 浩（かんべ ひろし、1963年（昭和38年）5月28日 - ）は、日本の俳優。
愛知県名古屋市出身。血液型はA型。愛称はカンベちゃん。ファザーズコーポレーションに所属していた。趣味は真空管アンプとPAスピーカーでのジャズ鑑賞。

## 人物・来歴
名古屋電気高等学校（現在の愛知工業大学名電中学校・高等学校）を卒業後、1982年に北村想主宰の劇団プロジェクト・ナビに参加。
1986年からはホテルナゴヤキャッスル（現・ウェスティンナゴヤキャッスル）で勤務しながらタレント活動を続けている。
映画では『男はつらいよ』シリーズや『たそがれ清兵衛』など、山田洋次に常連起用されている。
映画やドラマ以外に脳性麻痺による独特の喋りなどを活かしたバラエティー番組にも出演。

## 受賞
- 『無能の人』山川軽石・役 - 第16回報知映画賞最優秀助演男優賞
- 『学校II』久保佑矢・役 - 第20回日本アカデミー賞優秀助演男優賞[5]

## 出演

### 映画
- ビリィ★ザ★キッドの新しい夜明け（1986年、山川直人監督） - 巡査 役
- 不可思議物語 FANTASTIC COLLECTIO（1988年） - 部長 役
- 無能の人（1991年、竹中直人監督） - 山川軽石 役 ※報知映画賞最優秀助演男優賞
- 下駄とジャズ（1992年、住野真子監督） - 農夫 役
- 釣りバカ日誌5（1992年、栗山富夫監督） - 須本 役
- 中指姫 俺たちゃどうなる？（1993年、堤ユキヒコ監督） - 佐藤修 役
- 病院なんか怖くない。ボクが病気になった理由2（1994年） - タクシー運転手 役
- 学校シリーズ（山田洋次監督）
  - 学校（1993年） - 修 役
  - 学校II（1996年） - 久保佑矢 役 ※日本アカデミー賞優秀助演男優賞
- 男はつらいよシリーズ（山田洋次監督）
  - 男はつらいよ 寅次郎の縁談（1993年） - 連絡船係・誠 役
  - 男はつらいよ 拝啓車寅次郎様（1994年） - 民宿栄次郎の従業員 役
  - 男はつらいよ 寅次郎紅の花（1995年） - 政夫 役
- Love Letter（1995年、岩井俊二監督） - 治夫 役
- 南の島に雪が降る（1995年、水島総監督）
- 学校の怪談2（1996年、平山秀幸監督） - おまわりさん 役
- 陽炎II（1996年、橋本以蔵監督） - 猪吉 役
- SF サムライ・フィクション（1998年、中野裕之監督） - 吾助 役
- がんばっていきまっしょい（1998年、磯村一路監督） - 港山の駅員 役
- 川の流れのように（2000年、秋元康監督） - 大西ゆたか 役
- たそがれ清兵衛（2002年、山田洋次監督） - 直太 役
- AIKI（2002年、天願大介監督） - レンタルビデオ店長 役
- 船を降りたら彼女の島（2003年2月15日、磯村一路監督） - 料亭の店員 役
- インストール（2004年、片岡K監督） - チャット相手4 老人 役
- 隠し剣 鬼の爪（2004年、山田洋次監督） - 直太 役
- フライ,ダディ,フライ（2005年、成島出監督） - 石崎 役
- 奇談（2005年、小松隆志監督） - 重太 役
- ALWAYS 三丁目の夕日シリーズ（山崎貴監督）
  - ALWAYS 三丁目の夕日（2005年）- 郵便配達員 役
  - ALWAYS 続・三丁目の夕日（2007年） - 郵便配達員 役
  - ALWAYS 三丁目の夕日'64（2011年） - 電報局員 役
- ゲゲゲの鬼太郎（2007年、本木克英監督） - 百々爺 役
- 母べえ（2008年、山田洋次監督） - 福田健一 役
- 青空ポンチ（2008年、柴田剛監督）
- 世界で一番美しい夜（2008年、天願大介監督） ‐ 久保（校長） 役
- キツツキと雨（2012年2月11日、角川映画） ‐ 小沢ヨシオ 役
- テルマエ・ロマエ（2012年、武内英樹監督） - 銭湯にいる中年 役
- THE NEXT GENERATION -パトレイバー-短編シリーズ第1章（2014年、押井守監督） - レイバーでの犯人
- 超高速!参勤交代シリーズ（本木克英監督） - 茂吉 役
  - 超高速!参勤交代（2014年）
  - 超高速!参勤交代リターンズ（2016年）
- トワイライト ささらさや（2014年）
- おかあさんの木（2015年、磯村一路監督）
- 好きでもないくせに（2016年、吉田浩太監督）
- 鎌倉ものがたり（2017年） ‐ 恐山刑事 役
- 星めぐりの町（2018年、黒土三男監督） - 五郎 役
- 翔んで埼玉（2019年、武内英樹監督） - 群馬県人 役
- 大コメ騒動（2021年、本木克英監督） - 平次郎
- こんにちは、母さん（2023年、山田洋次監督） - ボランティアの炊き出しに並ぶ男

### テレビドラマ
- 世にも奇妙な物語・第2シリーズ「黒魔術」（1991年2月14日、フジテレビ系）
- ザ・ワイドショー（1991年1月-3月、日本テレビ系） - 又兵衛 役
- ボクたちのドラマシリーズ 放課後（1992年、フジテレビ系） - 電気工事業者 役
- 七衛門の首（1993年3月、フジテレビ）
- 警部補・古畑任三郎 第9話（1994年6月8日、フジテレビ系） - 大道具係
- ガールズplus1 第1・2話（1996年4月1日・8日、フジテレビ系） - 国籍不明男 役
- 鍵師2（1994年8月、フジテレビ系） - 倉田（偽の役場職員） 役
- いとしの未来ちゃん（テレビ朝日系）
  - 第10話「マーズ・アタック!」（1997年6月21日）
  - 第11話「シザーハンズ」（1997年6月28日）
- 金田一少年の事件簿（1996年9月7日、日本テレビ系） - 観光会社の男 役
- ニュースの女 第2話（1998年1月 - 3月、フジテレビ系） - 警備員 役
- 京極夏彦 「怪」 第2話「隠神だぬき」（2000年3月18日、WOWOW） - 六介 役
- 演技者。 第1弾「黒いハンカチーフ」（2002年4月9日、フジテレビ系） - ハーモニカを吹く男 役
- ケータイ刑事 銭形泪・第1シリーズ 第5話（2004年2月1日、BS-i）
- WATER BOYS 2005夏（2005年8月、フジテレビ系）
- 天下騒乱〜徳川三代の陰謀（2006年1月2日、テレビ東京系）
- 鬼太郎が見た玉砕〜水木しげるの戦争〜（2007年8月12日、NHK） - 加山二等兵 役
- 気骨の判決（2009年8月16日、NHK） - 山内文兵衛 役
- TAXMEN（2010年1月 - 3月、TOKYO MX/テレビ神奈川） - ハチ 役
- 連続テレビ小説てっぱん（2010年9月 - 2011年3月、NHK） - 笹井拓朗 役
- 全開ガール（2011年7月11日 - 9月19日、フジテレビ） - 鮎川久男 役
- ボクら星屑のダンス（2011年10月6日、テレビ東京系） - エクスプレス配送 浜松支店支店長 役
- 土曜ワイド劇場 遺品の声を聴く男5（2014年6月21日、朝日放送） - 山梨のマウントレンタカーの店員 役
- 連続テレビ小説 花子とアン 第151話（2014年9月22日、NHK） - 花子の隣席に座っていたおじさん
- 三人兄弟（2015年10月 - 12月、メ〜テレ） - 神戸浩 役
- 海底の君へ（2016年2月20日、NHK） - 須藤銀一（銀ちゃん） 役
- 4号警備（2017年4月8日 - 5月20日、NHK） - 山田剛志 役
- 警視庁・捜査一課長 season2 第5話（2017年5月18日、テレビ朝日） - 菊池敏雄 役
- 赤ひげ 第3回（2017年11月17日、NHK BSプレミアム） - 平吉 役
- マチ工場のオンナ（2017年、NHK名古屋放送局） - 坂野二朗 役
- リーガルV〜元弁護士・小鳥遊翔子〜第4話（2018年11月8日、テレビ朝日） - 丑松勝 役
- さすらい温泉♨遠藤憲一 第五湯（2019年1月23日、テレビ東京） - 仙人爺さん 役
- にじいろカルテ 第1話・第3話・最終話（2021年1月21日・2月4日・3月18日､ テレビ朝日） - バスおじさん 役
- ザ・タクシー飯店（2022年6月2日 - 7月21日、テレビ東京） - 整備士の山さん 役
- 星降る夜に 第1話（2023年1月17日 、テレビ朝日） - キッチンカーの店主 役
- だが、情熱はある 第7話・第8話（2023年5月21日・28日、日本テレビ） - 木場 役

### バラエティー
- タモリ倶楽部（テレビ朝日） - 主に1980 - 1990年代にゲストとして度々登場していた
- 東京イエローページ（1990 - 1991年、TBS） - 途中からレギュラー
- バリバラ〜障害者情報バラエティー〜（2012年4月 - 、NHKEテレ） - ナレーション

ほか多数

### CM
- 参天製薬「サンテ」（1985年）
- キングジム「テプラ」（1996年）
- フジフイルム（1996・1998年）
- 資生堂「水分パックシャンプー」（1997年）
- 味の素「ごま油好きのごま油」
- 協和自動車（中京ローカル）
- セゾンカード（2006年）

### ウェブドラマ
- グラウエンの鳥籠（1999年） - 前田三郎 役
- 全裸監督 シーズン1第5話（2019年8月全話配信、Netflix） - 雑貨屋の店主 役

### 舞台
- 加藤健一事務所「煙が目にしみる」（2005年3月） - 江沢務 役[6]

### テレビアニメ
- スケアクロウマン（2008年、TOKYO MX） - ナレーション

### 楽曲
- 大失敗'91（有頂天のアルバム「でっかち」に収録）（1990年） - ゲストコーラス